# Josepa Cucó i Giner
Josepa Cucó i Giner (Valencia, 1950) es una antropóloga española especializada en distintas áreas de investigación de las Ciencias Sociales, sobre todo en el campo de la Antropología Social. Durante el transcurso de su actividad, ha trabajado con otros profesionales de su misma rama, ha participado en congresos como ponente, ha dirigido proyectos y tesis doctorales y ha ostentado importantes cargos en instituciones científicas y académicas valencianas, españolas, europeas y latinoamericanas.  Desde 2003 es Catedrática de Antropología Social de la Universitat de València.

## Biografía
Nacida en la ciudad de Valencia en el año 1950, comienza sus estudios universitarios en la propia Universitat de València en la cual se licencia en Filosofía y Letras en la sección de Historia en 1973. Poco después se trasladó a París donde inicia su formación en Antropología realizando el Maîtrise d’Ethnologie en la Université René Descartes (París V) durante los años 1974 y 1975. Posteriormente, realizó su Posgrado en Antropología en l’École des Hautes Études en Sciences Sociales (EHESS) de París en 1976.
De vuelta en Valencia en octubre de ese mismo año, comienza a trabajar en la Universitat de València como profesora contratada hasta que, años después se doctora en Geografía e Historia en la Universitat de València en 1980. Obtiene la Cátedra de Antropología Social en 2003. Ha sido miembro del Instituto Universitario de Estudios de la Mujer hasta 2009 y directora del Departamento de Sociología y Antropología Social desde 2006 hasta 2009.
Con su actividad docente en la UV, ha combinado su actividad científica. Entre 1980 y 1983 participó activamente en la creación del Museu Valencià d'Etnologia. Ha trabajado para la UNESCO y ha impartido cursos y dirigido proyectos en instituciones como el Instituto Superior de Ciências do Trabalho e da Empresa (ISCTE) de Lisboa o la Universidad Autónoma de México (UAM) y el Instituto Nacional de Antropología e Historia (INAH) de México. En 1985 se convierte en directora del Institut de Sociologia i Antropologia del IVEI hasta 1995. Desde 2001, forma parte del Consejo Científico del Musée des Civilisations de l’Europe et de la Méditerranée. Además, fue miembro del Consejo Asesor del Centro de Investigaciones Sociológicas (CIS) desde 2004 hasta 2008.
Destaca su participación de manera directa y continuada en la vida cívica y asociativa pues ha sido miembro de diversas entidades ciudadanas. Fue presidenta de la Associació Valenciana d’Antropologia donde ahora es socia de honor y de la asociación Riuraus Vius. Actualmente, es miembro numerario del Institut d'Estudis Catalans (IEC) forma parte la plataforma Valencians pel Canvi.

## Líneas de investigación
Su producción científica gira en torno a una serie de elementos y fenómenos sociales destacados durante la segunda mitad del siglo XX. El campesinado y la sociedad tradicional valenciana; la amistad, los grupos informales y el asociacionismo; la vida política y las transformaciones de la izquierda revolucionaria; los procesos urbanos y el feminismo son algunas de las vertientes más representativas de la Antropología y la Sociología que llega a tratar en su actividad profesional.

### El campo y la sociedad tradicional valenciana
En La qüestió agraria en el País Valencià escrito en 1978, realiza una perspectiva histórica de la agricultura y el mundo rural valenciano. Sin embargo, sus mayores repercusiones en este tema llegarán de la mano de las publicaciones de Condicions de treball i la duplicitat de models d'actuació laboral. Dos factors que dificulten l'aparició d'una conciència de conflicte entre els collidors valencians en 1981 y La tierra como motivo. Propietarios y jornaleros en dos pueblos valencianos en 1982. En ellos, se centra en presentar las contradicciones de clase entre jornaleros-asalariados a tiempo parcial y propietarios-agricultores en zonas tradicionalmente cítricas del marco valenciano como Fortaleny en la Ribera Baixa. Revela que los trabajadores a tiempo parcial que trabajan como recolectores no actúan de una manera coherente con su propia autodefinición como miembros integrantes de la clase obrera. Por el contrario, la mayoría de los agricultores se consideran ellos mismos como jornaleros, pertenecientes a la clase trabajadora, pero reaccionan como propietarios cuando la defensa de los intereses de los primeros puede convertirse lesiva para los intereses de los segundos.

### El asociacionismo
Esta línea de investigación se ha centrado en grupos informales y asociaciones voluntarias. En su libro El quotidià ignorat. La trama associativa valenciana publicado en 1991 y el artículo científico escrito en 1992 Familia, amistad y cultura asociativa, refleja la importancia de la amistad y su influjo en la vida pública valenciana. En el contexto valenciano, la amistad organizada en cuadrillas marca el desarrollo y dinámica de la vida asociativa: las cuadrillas sirven, a su juicio, de base y modelo de pautas de conducta de las asociaciones voluntarias. De ellas sugiere que nacen buena parte de los líderes que llevan adelante tales organizaciones. En el caso de la Comunidad Valenciana argumenta que tanto la participación en asociaciones como el liderazgo social e incluso la aparición de nuevas asociaciones se hallan directamente relacionados por esos grupos informales de base que son las cuadrillas de amigos.

### La amistad
En La amistad. Perspectiva antropológica publicado en 1996 presenta este fenómeno como algo difícil de analizar. Según su perspectiva, la amistad se despliega en un terreno peligroso y difícil pues esta relación social en concreto puede caer en la sospecha o incluso ser proscrita con el mínimo gesto interpretable. Valora la amistad como elemento sujeto a valoraciones y principios que hacen que este fenómeno se asiente sobre la ambigüedad. Realiza un repaso además de todas las aportaciones que la Antropología ha realizado enfrentando las tendencias más contrapuestas y las más innovadoras acerca de la amistad.

### La izquierda
En su libro De la utopía revolucionaria al activismo social. El movimiento comunista, revuelta y Cristina Piris disponible desde 2016, Cucó sigue la evolución de un antiguo partido de la izquierda revolucionaria, Movimiento Comunista, nacido durante la época franquista. Este se ha reformulado ahora en un conjunto de pequeñas organizaciones cívico-políticas; todas ellas mantienen aún el espíritu revolucionario que ha nutrido a otros movimientos como el nacionalista o el feminista. En la segunda parte del libro, Cucó analiza la actividad social y política de la activista valenciana Cristina Piris.

### El feminismo
Cucó muestra interés en cómo son las mujeres y los hombres en el siglo XXI y si sobreviven los roles de género de siglos anteriores. En Modelos emergentes en los sistemas y las relaciones de género publicado en 2002 junto con Teresa del Valle, José Miguel Apaolaza y Francisca Arbe, analiza los modelos emergentes y las nuevas formas de manifestarse como mujer y hombre desde una Antropología feminista. Las repercusiones de estos nuevos paradigmas en el trabajo, poder y emociones son recogidos y analizados por Cucó utilizando una metodología cualitativa basada en observaciones participantes y entrevistas realizadas a diferentes mujeres de distintas edades, contextos sociales e ideologías para dar una mejor visión del contexto.

### El urbanismo
Trata de recuperar la dimensión de actores y de sujetos políticos que tiene los ciudadanos los cuales no son pasivos a las transformaciones urbanas. Así lo plasma su obra Antropología Social escrita en 2004 donde se aproxima a ésta rama desde dos puntos de vista diferenciados. Por un lado, desde la naturaleza, desvela tópicos y cuestiona paradigmas preexistentes. Vislumbra una relación entre globalización, diversidad cultural y transformación del espacio en unas ciudades vistas como laboratorios de aquello global. Por otro lado, se aproxima a esta disciplina tomando como punto de mira las estructuras, instituciones y movimientos sociales. 
En su obra La ciudad pervertida. Una mirada sobre la Valencia global de 2013 estudia la evolución urbanística en la ciudad de Valencia y la incidencia que en ella ha tenido las grandes actuaciones urbanísticas priorizando el análisis en cuatro barrios: El Carme, El Mercat, Cabanyal-Canyamelar y Penya-Roja. Distingue una praxis o forma de proceder del urbanismo en la propia ciudad, lo que denomina como “la fórmula valenciana”. Ésta se caracteriza por unos gestores políticos y unas reglas urbanísticas, fiscales, etc. ineficientes que no responden con grandes proyectos a las verdaderas necesidades de sus ciudadanos. Además, establece que tal praxis ha ido acompañada por una publicidad y una narrativa que deslumbraba a la población. Todo ello provocó dinámicas de refuerzo de los proyectos y del discurso oficial pero también algunas resistencias. Así, su reflexión va reforzando la idea de dotar al ciudadano de un empoderamiento progresivo.

## Publicaciones
Además de la publicación de libros, Josepa Cucó i Giner cuenta con colaboraciones y capítulos en obras en catalán, castellano, francés e inglés.

### Obras
La qüestió agraria al País Valencià (1978)
La tierra como motivo. Propietarios y jornaleros en dos pueblos valencianos (1982)
Identidades colectivas. Etnicidad y sociabilidad en la península ibérica (1990)
El quotidià ignorat. La trama associativa valenciana (1991)
La trama associativa valenciana (1991)
La amistad. Perspectiva antropológica (1995) 
Modelos emergentes en los sistemas y las relaciones de género (2002) en colaboración junto a Teresa del Valle, José Miguel Apaolaza y Francisca Arbe.
Antropología urbana (2004)
La ciudad pervertida. Una mirada sobre la Valencia global (2013)
De la utopía revolucionaria al activismo social. El movimiento comunista, revuelta y Cristina Piris (2016)

### Artículos científicos
La estructura de la prosperidad de la tierra y los cultivos en la Ribera Baixa durante el siglo XIX: el caso de Cullera (1979) junto con Joan Romero González
Condicions de treball i duplicitat de models d’actuació laboral. Dos factors que dificulten l’aparició d’una consciència de conflicte entre els collidors valencians (1981)
El camp valencià avui (1982)
L’interior de la casa: mobiliari (1983)
La indústria tradicional (1985)
Asociaciones y cuadrillas: un primer avance al análisis de la sociabilidad formal valenciana (1990)
La vida associativa (1992)
Familia, ideología y amistad en Cataluña y el País Valenciano (1992)
L’isolement renversé: L’amitié dans les conditions de modernité (1993)
Construyendo identidades: sentido de pertenencia y capacidad de expansión identitarias de los grupos intermedios (asociaciones y cuadrillas en España) (1996)
La insoportable levedad del País Valenciano (1998)
Un regard anthropologique sur l’amitié: modèle d’analyse, corpus ethnographique et faits de pouvoir (1999)
Proximal paradox. Friends and relatives in the era of globalization (2000)
Las organizaciones solidarias. Un análisis de su naturaleza y significado a la luz del caso valenciano (2001)
Las ONG en el contexto de la globalización (2003)
La izquierda de la izquierda. Un estudio de antropología política en España y Portugal (2007)
De jóvenes radicales a alternativos maduros. Apuntes antropológicos sobre la evolución del Movimiento Comunista en España (2007)
L’antropologia als països de llengua catalana (2007)
Recuperando una memoria en la penumbra. El Movimiento Comunista y las transformaciones de la extrema izquierda española (2008)
Els valencians i la terra, trenta anys després (2008)